# 2017년 다바오 쇼핑몰 화재
2017년 12월 23일 필리핀 다바오에 있는 뉴시티 상업센터 (NCCC)에서 화재가 발생하였다. 이 화재로 38명이 사망하였으며, 대부분 서베이 샘플링 인터내셔널의 직원이 사망하였다. 원인은 아직 밝혀지지 않았다.